# شهرستان روبتسوفسکی
شهرستان روبتسوفسکی (به لاتین: Rubtsovsky District) یک منطقهٔ مسکونی در روسیه است که در سرزمین آلتای واقع شده‌است.